# Comuna Berezivka, Mala Vîska
Berezivka (în ucraineană Березівка) este o comună în raionul Mala Vîska, regiunea Kirovohrad, Ucraina, formată din satele Berezivka (reședința) și Peatîhatkî.

## Demografie
Componența lingvistică a comunei Berezivka
     Ucraineană (91,5%)
     Rusă (8,02%)
     Alte limbi (0,48%)
Conform recensământului din 2001, majoritatea populației comunei Berezivka era vorbitoare de ucraineană (91,5%), existând în minoritate și vorbitori de rusă (8,02%).